# ポウォツク県

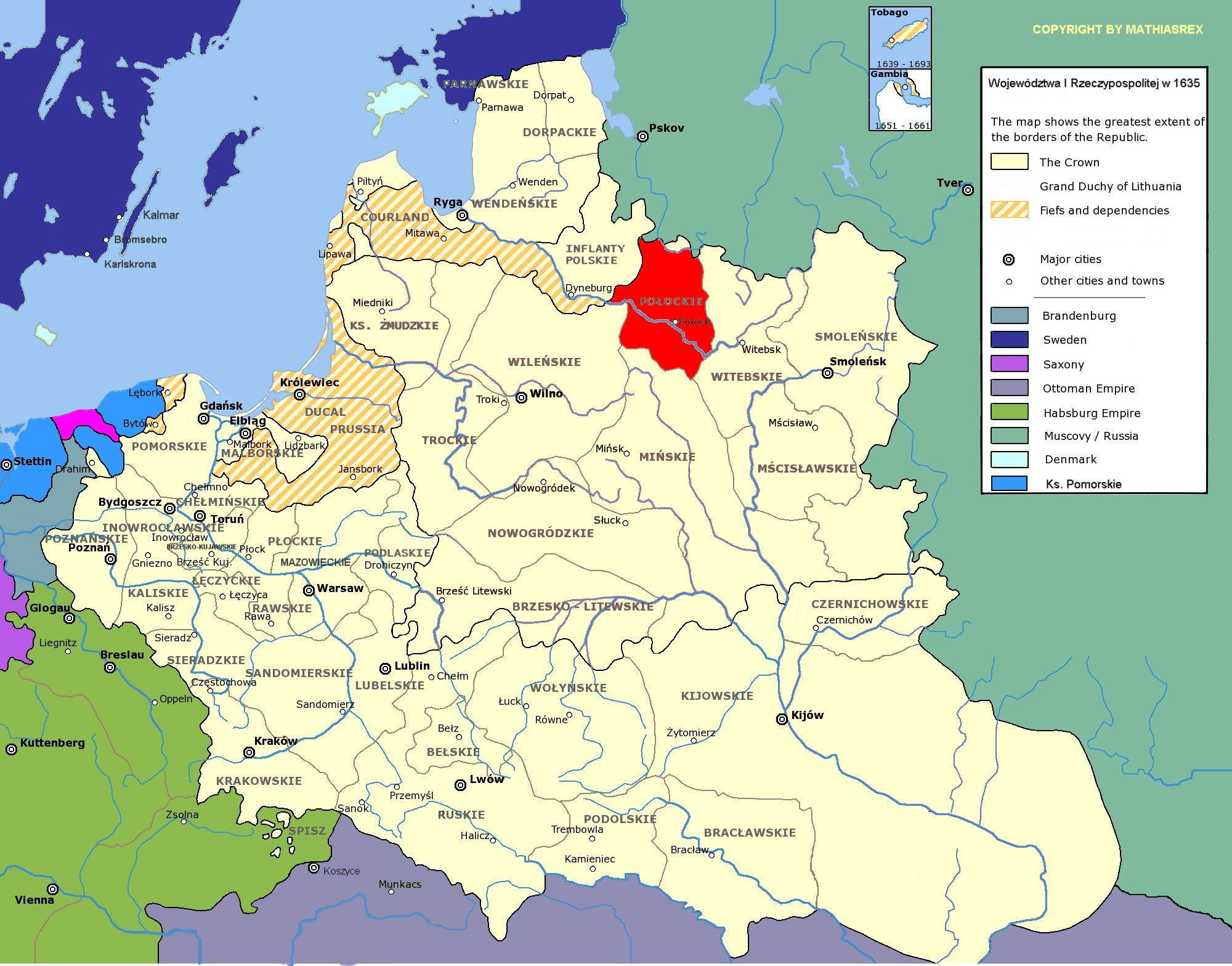
ポーランド・リトアニア共和国内のポウォツク県の位置

県章

ポウォツク県 / ポロスカス県（ポーランド語: Województwo połockie / リトアニア語: Polocko vaivadija）はリトアニア大公国、後にポーランド・リトアニア共和国の県である。県の行政中心地はポウォツク（現ベラルーシ・ポラツク）に置かれた。

*本項の地名はポーランド語を用いている。各言語に基づく表記は注釈の関連地名対応表を参照されたし。

## 歴史
ポウォツク県は東をヴィテプスク県、南をミンスク県、西をヴィルノ県(ru)と接していた。北の県境は、帝政ロシアとの戦争によってしばしば引き直された。
ポウォツク（ポロスカス）県は1504年にポロツク公国を廃して設置された。その後1569年のルブリン合同によってポーランド・リトアニア共和国の県（ヴォイヴズトヴォ）となった。リトアニア領の他の県とは異なり、ポウォツク県内には郡（ポヴィャト）が設置されなかった。県からは2人の議員が国会（セイム）に派遣された。17世紀半ばの人口は18万5632人であり、うち農民は2万3204人であった。
1772年の第1次ポーランド分割によって、県都ポウォツクを含む県域の一部が帝政ロシアに割譲された。県都はレペルへ、その後1776年にUszacz、1791年にCzaśnikiへと動かされた。1793年の第2次ポーランド分割によって、県全域が帝政ロシア領となった。なお、帝政ロシアではポウォツクを行政中心地とするポロツク県が設置されている。